# Segreteria di Stato per l'industria e l'artigianato
La Segreteria di Stato per l'industria, l'artigianato e il commercio è l'organo istituzionale che si occupa del mondo dell'imprenditoria e del commercio della Repubblica di San Marino.
Il segretario di Stato per l'Industria, Artigianato, Commercio, la Ricerca Tecnologica, le Telecomunicazioni e lo Sport. per la XXI Legislatura è Rossano Fabbri